# Arianna (Marcello)
Arianna è un'opera (definita 'intreccio scenico musicale per cinque voci'), in due parti,  del compositore Benedetto Marcello su libretto di Vincenzo Cassani.
Fu rappresentata per la prima volta nell'inverno del 1726-1727 a Venezia (il teatro e la data precisa della prima rappresentazione non ci giungono noti). Il lavoro fu pubblicato oltre due secoli dopo, nel 1948 a Bologna.